# August Wagener
August Wagener (* 7. Oktober 1865 in Rawitsch; † 30. Juni 1913 in Danzig) war ein deutscher Maschinenbauingenieur und Hochschullehrer.

## Leben
August Wagener studierte an der RWTH Aachen Maschinenbau. Hier schloss er sich dem akademischen Verein Delta, dem späteren Corps Delta, an. Nach Abschluss des Studiums als Dipl.-Ing. wechselte er zunächst in die Industrie. 1891 ging er zu der von Wilhelm Oechelhäuser 1890 bei der Dessauer Gasanstalt gegründeten Versuchsstation für Gasmotoren von Oechelhaeuser & Junkers. Wilhelm Oechelhäuser, Wilhelm Lynen und August Wagener entwickelten eine Doppelkolben-Zweitakmaschine, die auf Grund ihrer hohen Kompression gegenüber dem Otto-Viertaktmotor halbierten Brennstoffverbrauch und zweieinhalbfach geringere Abwärme aufwies. 1892/93 wurden zwei erste Maschinen mit 116 PS Leistung gefertigt. Später wurde die Produktion solcher Gasmaschinen von der BAMAG fortgeführt. 1910 liefen weltweit 514 Großmaschinen dieses Typs mit einer Gesamtleistung von 677.065 PS.
1904 wurde August Wagener als Professor für thermische und mechanische Kolbenmaschinen an die neugegründete Technische Hochschule Danzig berufen. Hier forschte und lehrte er auf dem Gebiet der Thermodynamik und Kraftmaschinentheorie und leitete das Maschinenlaboratorium. Von 1912 bis 1913 war er Rektor der Technischen Hochschule Danzig. 1913 verstarb er bei einem Betriebsunfall.

## Auszeichnungen
- 1907: Verleihung des Roten Adlerordens 4. Klasse[2]
- Verleihung des Bandes des Corps Borussia Danzig

## Schriften
- Abhandlung über Gasmotoren, 1896
- Verwertung von Kraftgas, 1900
- Flugtechnik, in: Moedebecks Taschenbuch
- Beiträge zur Frage der Verwendung von Zweitaktmaschinen im Luftfahrzeugbau
- Über die Ausgestaltung des Unterrichtes und der Prüfungsvorschriften für das Maschineningenieurwesen an der technischen Hochschule. Danzig, 1908
- Werk über Wärmetechnik (unvollendet)